# Walter Madeley
Pour les articles homonymes, voir Madeley.
Walter Bayley Madeley (né à Woolwich en Angleterre le 28 juillet 1873 et mort à Boksburg en Afrique du Sud le 12 mai 1947) est un syndicaliste et un homme politique sud-africain, membre du parti travailliste et membre de la chambre de l'assemblée pour les circonscriptions de Springs (1910-1915) puis de Benoni (1915-1945). Il est ministre des postes, des télégraphes et des travaux publics (1925-1928) dans le gouvernement de J.B.M. Hertzog ainsi que ministre du travail (1939-1945) et des affaires sociales (1939-1943) dans celui de Jan Smuts.

## Biographie
Né à Woolwich en Angleterre en 1873, Walter Madeley accompagne ses parents partis s'installer en Inde en 1880. Après des études secondaires à la Bombay Cathedral High School et avoir travaillé au Royal Arsenal de Woolwich (1889-1895), Walter Madeley immigre en Afrique du Sud en 1896 pour travailler comme ajusteur.
Après avoir été employé en tant qu'ingénieur par la société de Beers à Kimberley (1903-1905), il s’installe dans le Witwatersrand. 
Membre du syndicat des mineurs blancs, il dirige les grèves minières de 1907 puis devient une figure de proue du tout nouveau parti travailliste et est élu député de Springs lors des premières élections générales sud-africaines en 1910, réélu par la suite durant 30 ans dans celle de Benoni, à la suite d'une nouvelle délimitation des circonscriptions.
En novembre 1925, il entre au gouvernement de coalition du général James Barry Hertzog en tant que ministre des postes et des télégraphes. Ses discours socialistes, favorables à la nationalisation des moyens de production, embarrassent ses collègues du gouvernement mais aussi plusieurs membres de son parti. 
En 1928, le parti travailliste se divise en deux factions à la suite des négociations intervenues entre Madeley et l'Industrial and Commercial Workers' Union, un syndicat racialement mixte dirigé par Clements Kadalie. Une faction soutient Madeley, qui l'emporte au sein du conseil national du parti, tandis qu'une autre, hostile à ce rapprochement, soutient Frederic Creswell qui ne reconnait plus l'autorité du conseil national de son propre parti. Cette situation mène à la démission générale du gouvernement et à la formation d'un nouveau gouvernement ne comprenant pas Madeley. De fait l'Afrique du Sud se retrouve alors avec deux partis travaillistes. En dépit de ses contacts avec Kadali, Madeley n'en reste pas moins un partisan de la ségrégation raciale sur le lieu de travail.
Élu de nouveau lors des élections générales sud-africaines de 1929, il est réélu lors des élections générales de 1933 contre l'ancien ministre Hendrik Mentz, candidat du parti sud-africain allié au parti national. 
Madeley revient au gouvernement d'union nationale de Jan Smuts lors de la Seconde Guerre mondiale en tant que ministre du travail.
Il se retire de la vie politique en 1945.

## Sources
- D.J. Potgieter, Standard Encyclopaedia of Southern Africa, Le Cap: Nasionale Opvoedkundige Uitgewery (Nasou), 1972.
- B.M. Schoeman, Parlementêre verkiesings in Suid-Afrika 1910-1976, Pretoria: Aktuele Publikasies, 1977
- Peter Alexander, Workers, War & the Origins of Apartheid: Labour & Politics in South Africa, 1939-48, James Currey Publishers, 2000